# Georg Uschmann
Georg Uschmann (né le 18 octobre 1913 à Naumbourg et mort le 23 septembre 1986 à Iéna) est un historien des sciences allemand et directeur des archives de la Léopoldine.

## Biographie
Uschmann étudie la zoologie et la botanique ainsi que l'histoire, la philosophie et l'éducation physique à l'Université d'Iéna de 1933 à 1939. En 1937, il devient membre du NSDAP. En 1938 il est un assistant à la maison Ernst-Haeckel (de) (EHH) Jena, alors " l'Institut pour l'Histoire de Zoologie, en particulier la théorie d'évolution " sous la direction de Victor Julius Franz (de). En 1939, il termine ses études avec l'ouvrage Der morphobiologische Vervollkommnungsbegriff bei Goethe und seine problemgeschichtlichen Zusammenhänge. À partir de 1940, il sert comme soldat pendant la Seconde Guerre mondiale, plus récemment comme capitaine.
Il est en captivité soviétique jusqu'en 1950, puis retourne à la maison Ernst-Haeckel. En 1952, il devient assistant principal. En 1959, il obtient son habilitation.
Il devient maître de conférences en histoire de la biologie et directeur de la maison Ernst-Haeckel de 1959 à 1979. À partir de 1962, Uschmann est également professeur avec une mission d'enseignement et à partir de 1965, professeur titulaire d'histoire des sciences naturelles à l'Université Friedrich-Schiller d'Iéna. En 1963, il est vice-doyen de la Faculté de mathématiques et de sciences naturelles.
En 1964, il devient membre de l'Académie allemande des sciences Léopoldine et en 1967 directeur des archives de la Léopoldine. Il est membre correspondant de l'Académie internationale d'histoire des sciences.

## Domaines de travail
Georg a travaillé principalement sur les travaux d'Ernst Haeckel, Charles Darwin, Jean-Baptiste de Lamarck, Karl Gegenbaur, Friedrich Rolle (de), Daniel Gottlieb Messerschmidt et Caspar Friedrich Wolff ; la biologie de l'époque de Goethe (de), l'histoire de la zoologie, en particulier la phylogenèse et la théorie de l'évolution ; l'histoire de l'académie.

## Honneurs
En 1978, il reçoit la Médaille du Mérite de la Léopoldine (de).
En 1997, le couple Eugen (de) et Ilse Seibold fondent le prix Georg-Uschmann d'histoire des sciences (de), qui est décerné tous les deux ans lors de la réunion annuelle de la Léopoldine pour une thèse exceptionnelle dans le domaine de l'histoire des sciences ou de la médecine.

## Publications
- Der morphologische Vervollkommnungsbegriff bei Goethe und seine problemgeschichtlichen Zusammenhänge. (= Dissertation Universität Jena) G. Fischer, Jena 1939, (OCLC 250644949).
- Ernst Haeckel – Forscher, Künstler, Mensch. Briefe, ausgewählt und erläutert. Urania-Verlag, Jena 1954, (OCLC 838609271).
- Geschichte der Zoologie und der zoologischen Anstalten in Jena 1779–1919. G. Fischer, Jena 1959, (OCLC 2353239).
- Ernst Haeckel. Biographie in Briefen. Prisma Verlag, Gütersloh 1984,  (ISBN 3-570-09027-2).